# Litoria amboinensis
A Litoria amboinensis a kétéltűek (Amphibia) osztályának békák (Anura) rendjébe és a levelibéka-félék (Hylidae) családjába tartozó faj.

## Előfordulása
A faj Pápua Új-Guineában és Indonéziában él. Természetes élőhelye a szubtrópusi vagy trópusi nedves síkvidéki erdők, mocsarak, kertek, lepusztult erdők.